# Šluchat Ja'ar
Šluchat Ja'ar (hebrejsky: שלוחת יער) je hora o nadmořské výšce 595 metrů v centrálním Izraeli, v pohoří Judské hory.
Nachází se cca 16 kilometrů západně od centra Jeruzaléma, cca 7 kilometrů východně od města Bejt Šemeš a cca 1,5 kilometru jižně od vesnice Ramat Razi'el. Má podobu zalesněné výšiny, kterou na východě, severu a západě lemují prudké srázy kaňonu potoka Sorek, kterým prochází železniční trať Tel Aviv-Jeruzalém. V jižní části kopce leží lokalita bývalého osídlení nazvané Chirbet Tura (חורבת טורה), kde stávala starověká pevnost Hasmoneovců. Pás strmých srázů lemujících údolí Soreku pokračuje i podél severního břehu Soreku. Východně odtud je to hora Har Pitulim, na východě svah Šluchat Bohen.